# Live in Manchester 3 July 2010
Live in Manchester 3 July 2010 è il primo album dal vivo del chitarrista statunitense Slash, pubblicato il 3 luglio 2010 dalla Abbey Road Live.

## Descrizione
Pubblicato in tiratura limitata a 1200 copie, l'album ha visto la partecipazione di Myles Kennedy, cantante degli Alter Bridge, ed è stato registrato dalla Abbey Road Live all'Accademia di Manchester nel giorno stesso della sua pubblicazione.

## Tracce
CD 1
1. Ghost – 4:37
2. Mean Bone – 4:06 – originariamente interpretata dai Slash's Snakepit
3. Nightrain – 5:34 – originariamente interpretata dai Guns N' Roses
4. Dirty Little Thing – 4:59 – originariamente interpretata dai Velvet Revolver
5. Back from Cali – 4:02
6. Beggars & Hangers-On – 6:56 – originariamente interpretata dai Slash's Snakepit
7. Civil War – 8:16 – originariamente interpretata dai Guns N' Roses
8. Rocket Queen – 6:45 – originariamente interpretata dai Guns N' Roses
9. Fall to Pieces – 4:58 – originariamente interpretata dai Velvet Revolver
10. Sucker Train Blues – 5:58 – originariamente interpretata dai Velvet Revolver
11. Nothing to Say – 7:50
12. Starlight – 6:00

CD 2
1. Watch This – 4:09
2. Godfather – 10:46 – originariamente interpretata da Andy Williams
3. Sweet Child o' Mine – 6:45 – originariamente interpretata dai Guns N' Roses
4. Rise Today – 4:12 – originariamente interpretata dagli Alter Bridge
5. Slither – 10:23 – originariamente interpretata dai Velvet Revolver
6. Communication Breakdown – 3:38 – originariamente interpretata dai Led Zeppelin
7. Paradise City – 10:48 – originariamente interpretata dai Guns N' Roses

## Formazione
- Slash – chitarra solista
- Myles Kennedy – voce
- Bobby Schneck – chitarra ritmica
- Todd Kerns – basso, voce
- Brent Fitz – batteria